# Бевер (Бельгия)
Бевер (также Бьевен; нидерл. Bever, фр. Biévène) — одна из коммун провинции Фламандский Брабант, кор-во Бельгия. Впервые упоминается в летописи аббатства Жамблу в 946 году. Бевер расположен на крайнем западе провинции Фламандский Брабант, на расстоянии около 30 км к юго-западу от столицы страны г. Брюссель. Большую часть муниципалитета занимает одноимённый город Бевер. Население — около 2,1 тыс. чел. (2010 г., оценка). Общая площадь муниц. составляет 19,78 км² при плотности населения 102 чел. на км². По данным переписи 1947 г. свыше 30 % населения муниципалитета назвали родным языком французский, поэтому, несмотря на то, что официальным языком признан нидерландский, франкофоны имеют определённые языковые льготы на его территории, что привлекает ряд брюссельцев в муниципалитет. Тем не менее, взрывного роста населения не наблюдается, поэтому, в отличие от стремительно офранцуженных 6 коммун Брюссельской периферии, отношения между франкофонами и фламандцами в Бевере прессой практически не освещаются и пока лишены накала.

## Примечательные факты
Бевер является самой южной коммуной Фландрии. Плотность населения в ней самая низкая во всём Фламандском Брабанте (106 чел. на км² в 2008 г. по сравнению с 493 чел. на км² в провинции Фламандский Брабант и 463 в целом по Фландрии), что делает покупку земли в ней достаточно привлекательной, особенно для франкофонов из столицы. Другая географическая особенность: Бевер является одной из двух 7 льготно-языковых коммун Фламандского Брабанта, который не граничит непосредственно с Брюссельским столичным округом.
Уровень безработицы в коммуне невелик — 4,2 % (2010). Однако большинство населения традиционно работает в Брюсселе или других городах региона.

## Языковая ситуация

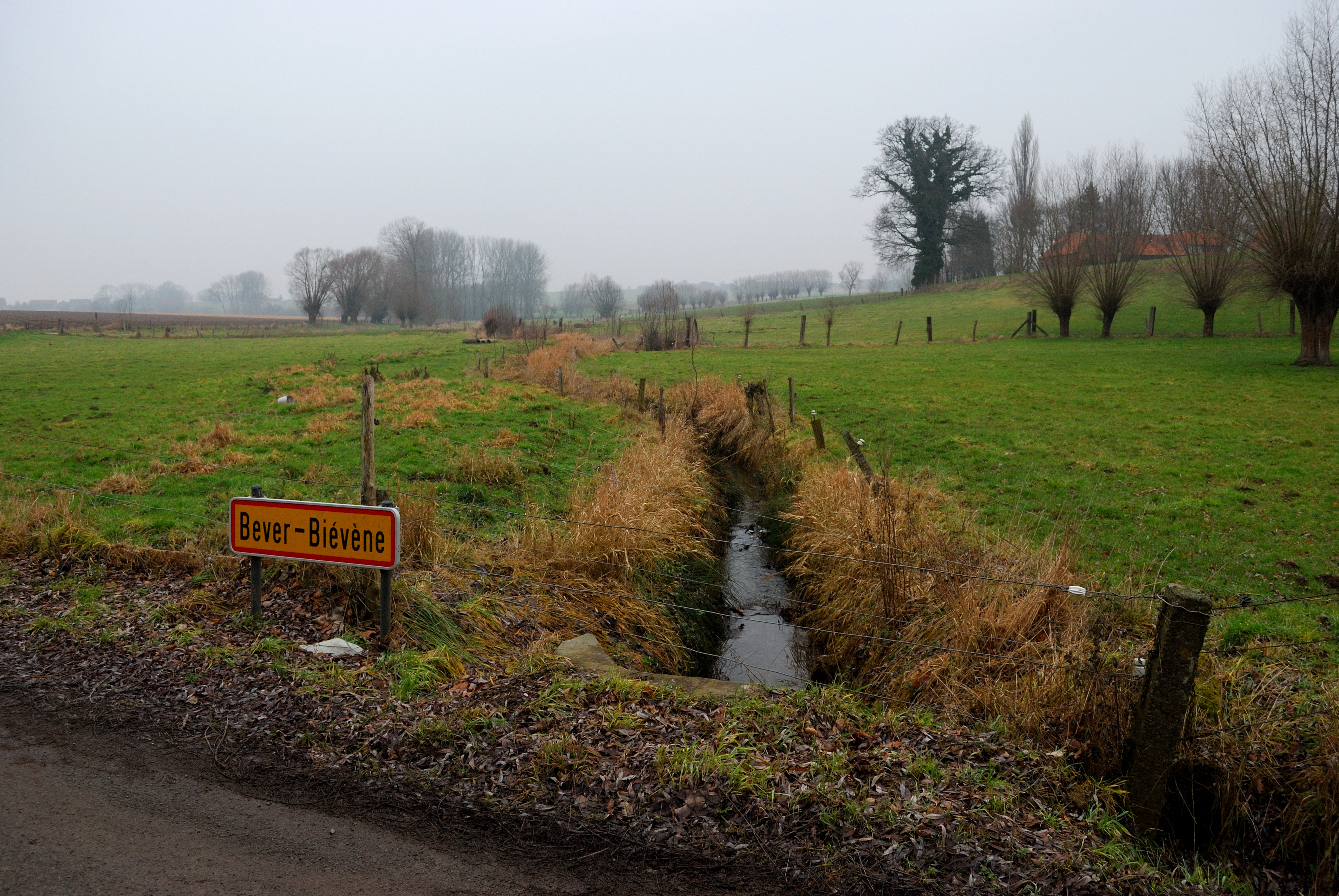
Речка Айсбрукбек на границе между посёлком Синт-Питерс-Капелле в коммуне Херне и коммуной Бьевен. Наличие двуязычных указателей отражает льготно-языковой статус последнего.

Бьевен отличает своеобразная демолингвистическая динамика. За период между 1910—1947 гг. французский язык значительно потеснил местные фламандские диалекты. Так, доля тех, кто отдавал предпочтение французскому языку, поднялась с 4,5 % до 59,6 %; а доля владеющих им — с 21,7 % до 86,8 %. В результате в 1963 году Бевер получил языковые льготы для франкофонов, которые сохранились даже после 1970 года, когда он официально вошёл в состав Фламандского региона. В течение последующих 40 лет коммуна подверглась довольно интенсивной рефламандизации, однако начиная с середины 2000-х, в результате продолжающейся субурбанизации Брюссельского столичного округа, от которого Бьевен удалён на 30 км, в этой периферийной коммуне также наметился довольно интенсивный процесс роста доли и числа франкофонов. Так, всего за три года, с 2006 по 2008 год, доля новорожденных франкофонов поднялась с 8,3 % до 25,0 %, а доля новорожденных фламандцев опустилась с 87,5 % до 66,7 %. С 4,2 % до 8,3 % поднялась доля новорожденных аллофонов. В коммуне по-прежнему широко распространены браки между представителями двух языковых общин. При этом коренное франкоязычное население Бьевена мало интересуется политикой и среди депутатов Бьевена нет ни одного франкофона, хотя большинство избранных фламандцев хорошо владеют французским.

## Демография
Население Бьевена значительно сократилось во второй половине XIX — первой половине XX веков, когда наблюдался интенсивный исход сельских жителей в Брюссель и другие крупные города. В результате население коммуны сильно постарело и началась естественная убыль населения. Тем не менее, с конца 70-х годов, когда наметился процесс интенсивной субурбанизации Брюссельской периферии, миграционный прирост начал перекрывать естественную убыль, обеспечивая общий рост населения.

### XIX век
| Год                                           | 1806 | 1816 | 1830 | 1846 | 1856 | 1866 | 1876 | 1880 | 1890 |
| --------------------------------------------- | ---- | ---- | ---- | ---- | ---- | ---- | ---- | ---- | ---- |
| Население                                     | 2877 | 2848 | 3270 | 3425 | 3080 | 3076 | 2854 | 2810 | 2725 |
| Opmerking: resultaten volkstellingen op 31/12 |      |      |      |      |      |      |      |      |      |

### XX век
| Год                                                                        | 1900 | 1910 | 1920 | 1930 | 1947 | 1961 | 1970 | 1976 |
| -------------------------------------------------------------------------- | ---- | ---- | ---- | ---- | ---- | ---- | ---- | ---- |
| Годы                                                                       | 2664 | 2607 | 2385 | 2212 | 1918 | 1627 | 1687 | 1615 |
| Opmerking: resultaten volkstellingen op 31/12 tot en met 1970 + 31/12/1976 |      |      |      |      |      |      |      |      |

### XX-XIX века
| Год                                         | 1977 | 1980 | 1985 | 1990 | 1995 | 2000 | 2005 | 2009 |
| ------------------------------------------- | ---- | ---- | ---- | ---- | ---- | ---- | ---- | ---- |
| Население                                   | 1615 | 1698 | 1739 | 1775 | 1903 | 1980 | 2014 | 2093 |
| Opmerking:Inwoneraantal op 01/01 — Bron:NIS |      |      |      |      |      |      |      |      |